# Cử tạ tại Đại hội Thể thao Đông Nam Á 1983
Cử tạ tại Đại hội Thể thao Đông Nam Á năm 1983 diễn ra từ 29 đến 31 tháng 5 năm 1983 tại Politeknik Ngee Ann, Singapore. Giải đấu chỉ gồm nội dung cử tạ nam với đầy đủ các hạng cân Olympic từ 52 kg đến trên 110 kg, mỗi hạng thi đấu theo ba nội dung: cử giật (snatch), cử đẩy (clean & jerk) và tổng cử (overall).
Indonesia tiếp tục thống trị môn cử tạ khi giành đến 14 tấm huy chương vàng, đứng thứ hai là Philippines với 9 huy chương vàng.

## Tóm tắt kết quả

### Nam
| 52 kg Cử giật       | Teo Yong Joo           | Lili Entong      | Gregorio Colonia  |  |  |  |
| 52 kg Cử đẩy        | Gregorio Colonia       | Teo Yong Joo     | Lee Jing Wen      |  |  |  |
| 52 kg Tổng cử       | Gregorio Colonia       | Teo Yong Joo     | Lee Jing Wen      |  |  |  |
|                     |                        |                  |                   |  |  |  |
| 56 kg Cử giật       | Maman Suryaman         | Samuel Alegada   | Henry Yasin       |  |  |  |
| 56 kg Cử đẩy        | Henry Yasin            | Maman Suryaman   | Hla Win           |  |  |  |
| 56 kg Tổng cử       | Maman Suryaman         | Henry Yasin      | Samuel Alegada    |  |  |  |
|                     |                        |                  |                   |  |  |  |
| 60 kg Cử giật       | Hadi Wihardja          | Chua Koon Siong  | Khin Myint        |  |  |  |
| 60 kg Cử đẩy        | Hadi Wihardja          | Chua Koon Siong  | Khin Myint        |  |  |  |
| 60 kg Tổng cử       | Hadi Wihardja          | Khin Myint       | Chua Koon Siong   |  |  |  |
|                     |                        |                  |                   |  |  |  |
| 67,5 kg Cử giật     | Sorie Enda Nasution    | Edmund Cardano   | Win Bu            |  |  |  |
| 67,5 kg Cử đẩy      | Sorie Enda Nasution    | Win Bu           | Edmund Cardano    |  |  |  |
| 67,5 kg Tổng cử     | Sorie Enda Nasution    | Win Bu           | Edmund Cardano    |  |  |  |
|                     |                        |                  |                   |  |  |  |
| 75 kg Cử giật       | Hendrik Effendi        | Warino Lestanto  | Renato Dio        |  |  |  |
| 75 kg Cử đẩy        | Warino Lestanto        | Renato Dio       | Leong Hon Keong   |  |  |  |
| 75 kg Tổng cử       | Warino Lestanto        | Renato Dio       | Leong Hon Keong   |  |  |  |
|                     |                        |                  |                   |  |  |  |
| 82,5 kg Cử giật     | Adi Chandra            | Ramon Solis      | Raymond Chau      |  |  |  |
| 82,5 kg Cử đẩy      | Ramon Solis            | Yeo Choon Lin    | Raymond Chau      |  |  |  |
| 82,5 kg Tổng cử     | Ramon Solis            | Raymond Chau     | Yeo Choon Lin     |  |  |  |
|                     |                        |                  |                   |  |  |  |
| 90 kg Cử giật       | Joko Buntoro           | Chui Bamroongras | Luis Bayanin      |  |  |  |
| 90 kg Cử đẩy        | Kyaw Htet              | Chui Bamroongras | Luis Bayanin      |  |  |  |
| 90 kg Tổng cử       | Chui Bamroongras       | Kyaw Htet        | Luis Bayanin      |  |  |  |
|                     |                        |                  |                   |  |  |  |
| 100 kg Cử giật      | Sann Myint             | Syahril Muhammad | Samah Ali         |  |  |  |
| 100 kg Cử đẩy       | Sann Myint             | Syahril Muhammad | Samah Ali         |  |  |  |
| 100 kg Tổng cử      | Sann Myint             | Syahril Muhammad | Samah Ali         |  |  |  |
|                     |                        |                  |                   |  |  |  |
| 110 kg Cử giật      | Sarvindar Singh Chopra | Yosto Udon       | Rogelio Alinbulio |  |  |  |
| 110 kg Cử đẩy       | Rogelio Alinbulio      | Yosto Udon       | Kyat Mint         |  |  |  |
| 110 kg Tổng cử      | Rogelio Alinbulio      | Yosto Udon       | Kyat Mint         |  |  |  |
|                     |                        |                  |                   |  |  |  |
| Trên 110 kg Cử giật | Jaime Sebastian        | Premtoon Pornpoj | Pein Aung         |  |  |  |
| Trên 110 kg Cử đẩy  | Jaime Sebastian        | Premtoon Pornpoj | Pein Aung         |  |  |  |
| Trên 110 kg Tổng cử | Jaime Sebastian        | Premtoon Pornpoj | Pein Aung         |  |  |  |

## Bảng huy chương
| Hạng               | Đoàn               | Vàng | Bạc | Đồng | Tổng số |
| ------------------ | ------------------ | ---- | --- | ---- | ------- |
| 1                  | Indonesia (INA)    | 14   | 7   | 1    | 22      |
| 2                  | Philippines (PHI)  | 9    | 5   | 9    | 23      |
| 3                  | Myanmar (MYA)      | 4    | 4   | 9    | 17      |
| 4                  | Singapore (SIN)    | 2    | 6   | 8    | 16      |
| 5                  | Thái Lan (THA)     | 1    | 8   | 0    | 9       |
| 6                  | Malaysia (MAS)     | 0    | 0   | 3    | 3       |
| Tổng số (6 đơn vị) | Tổng số (6 đơn vị) | 30   | 30  | 30   | 90      |